# Procanace rivalis
Procanace rivalis är en tvåvingeart som beskrevs av Ichiro Miyagi 1965. Procanace rivalis ingår i släktet Procanace och familjen Canacidae. Inga underarter finns listade i Catalogue of Life.